# Oroetes
Oroetes is een geslacht van kevers uit de familie bladkevers (Chrysomelidae).
De wetenschappelijke naam van het geslacht werd in 1888 gepubliceerd door Martin Jacoby.

## Soorten
- Oroetes flavicollis Jacoby, 1888
- Oroetes wilcoxi Blake, 1966